# علاءالدین و شاه دزدان
علاءالدین و شاه دزدان (به انگلیسی: Aladdin and the King of Thieves) انیمیشنی محصول سال ۱۹۹۶ به کارگردانی تد استونز است که پس از بازگشت جعفر دومین انیمیشن ویدئویی دنباله‌ای دیزنی علاءالدین بود. این انیمیشن آخرین قسمت از سری انیمیشن‌های دیزنی متأثر از قصه‌های هزار و یک شب است که با انیمیشن سینمایی علاءالدین آغاز شدند. در این فیلم بازیگرانی همچون، اسکات وینگر، رابین ویلیامز، جان ریس-دیویس، گیلبرت گوتفرید، فرانک ولکر، لیندا لارکین و جری اورباک ایفای نقش کرده‌اند.